# Декларация Великобритании об объявлении войны Японской империи (1941)

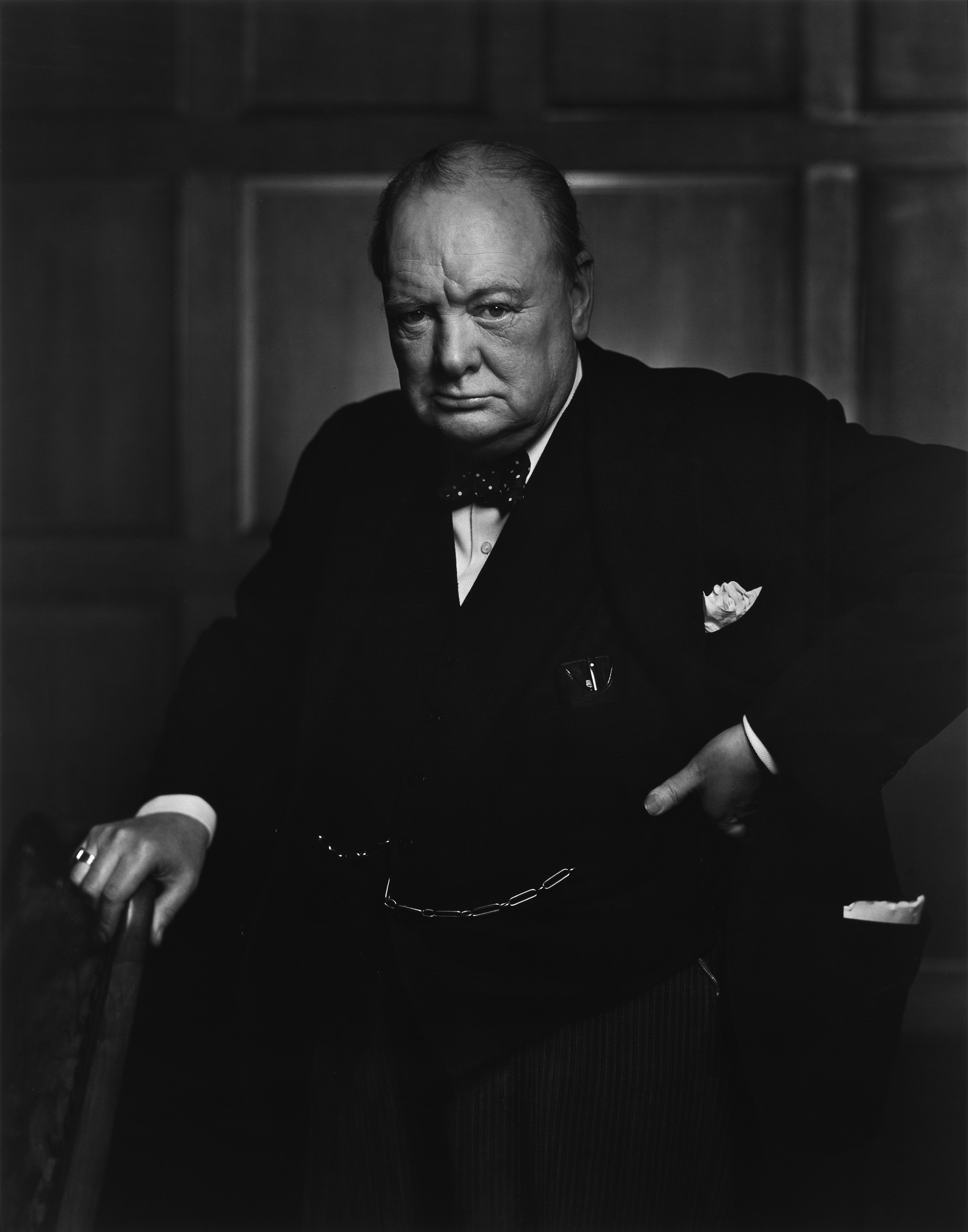
Премьер-министр Великобритании Уинстон Черчилль.

Великобритания заявила о наличии состояния войны с Японской империей 8 декабря 1941 года после случившегося накануне нападения на британский Индокитай и Гонконг. Параллельно в тот же день Япония осуществила нападение на Пёрл-Харбор, главную базу Тихоокеанского флота ВМС США.

## Предшествующие обстоятельства
7 декабря 1941 года японская палубная авиация атаковала британские колонии в Индокитае и Центральной части Тихоокеанского региона, почти одновременно напав на базу ВМС США на Гавайях Пёрл-Харбор. В ходе переговоров с администрацией президента США Франклина Делано Рузвельта премьер-министр Великобритании Уинстон Черчилль пообещал объявить войну «в течение часа» после нападения Японии на США.
Первым о нападении на Пёрл-Харбор узнал Лондон. Понимая, что президент Рузвельт пройдет через формальный процесс обратившись к Конгрессу США с просьбой объявить войну, Черчилль начал подготовку к объявлению войны Великобританией сразу после того, как Конгресс официально объявит Японской империи войну. Однако узнав, что британские колонии в Индокитае также подверглась нападению, премьер-министр Великобритании решил, что нет необходимости ждать, пока Конгресс США примет соответствующее решение, и немедленно пригласил посла Японии.

## Текст заявления
В день нападения на британские колонии в Индокитае и Тихом океане британский государственный секретарь по иностранным делам Энтони Иден находился с официальными визитом в Москве, и Уинстон Черчилль был назначен ответственным за министерство иностранных дел. Черчилль поручил послу Великобритании в Токио проинформировать японское правительство о том, что между двумя странами существует состояние войны, и направил соответствующую ноту японскому послу Мамору Сигэмицу, которого ранее Японская империя отозвала в июне 1941 года. Позднее Черчилль вспоминал об этом в мемуарах: «Некоторым людям не нравился этот церемониальный стиль. Но в конце концов, когда нужно убить человека, быть вежливым ничего не стоит».
Великобритания объявила войну Японии на девять часов раньше США. Решение заявить о состоянии войны с Японией было прежде всего вызвано нападением последней на британские колонии Малайя, Сингапур и Гонконг, а также тем фактом, что в дипломатической культуре британцев нет схожей конституционной традиции, требующей согласия от национального законодательного органа. Палата общин могла объявить войну без консультации с Палатой Лордов и, следовательно, осуществить эту процедуру быстрее. Черчилль до нападения на колонии ранее обязался объявить войну «в течение часа» после нападения Японии на США.
Сэр,

Вечером 7 декабря правительство Его Величества в Соединённом Королевстве узнало, что японские войска без предварительного предупреждения в форме объявления войны или ультиматума без объявления войны предприняли попытку высадки войск на побережье Малайи и подвергли бомбардировке Сингапур и Гонконг.

Ввиду этих вопиющих актов неспровоцированной агрессии, совершенных с вопиющим нарушением международного права и, в частности, статьи I Третьей Гаагской конвенции, касающейся начала военных действий, участниками которой являются Япония и Соединенное Королевство, посол Его Величества в Токио получил указание проинформировать Императорское Правительство Японии от имени Правительства Его Величества в Соединенном Королевстве о том, что между нашими двумя странами существует состояние войны.

Имею честь быть, с большим уважением,

 Сэр,

 Ваш покорный слуга,

 Уинстон С. Черчилль